# Chlorpyrifos
Chlorpyrifos ist ein Insektizid, das von Dow Chemical Mitte der 1960er-Jahre eingeführt wurde. Es zählt bis heute zu den am häufigsten eingesetzten landwirtschaftlichen Pestiziden in den USA. Handelsnamen sind unter anderem Dursban, Empire, Eradex, Lorsban (Dow), Pyrinex und Stipend. In Deutschland wurde Chlorpyrifos unter Namen wie Schwabex, Hyganex, Insektenil, Microsol, Killgerm und Ketolac vertrieben. Chemisch ist Chlorpyrifos ein Thiophosphorsäureester.
In der EU wurde die Zulassung als Wirkstoff in Pflanzenschutzmitteln im Januar 2020 nicht verlängert.
Die deutschen Behörden bereiteten im Auftrag der EU eine Nominierung von Chlorpyrifos zur Aufnahme in die Liste der verbotenen Stoffe nach dem Stockholmer Übereinkommen vor. 2021 reichte die EU das Nominationsdossier ein.

## Gewinnung und Darstellung
Chlorpyrifos (3) wird industriell durch Umsetzung von 3,5,6-Trichlor-2-pyridinol (TCPy) (1) mit O,O-Diethylchlorthiophosphat (2) in Gegenwart von Natronlauge unter Abspaltung von Salzsäure hergestellt:
Es wurde seit Mitte der 1960er-Jahre von Dow Chemical hergestellt und unter den Handelsnamen Dursban und Lorsban vertrieben.

## Wirkung
Chlorpyrifos hat Kontakt-, Fraß- und Atemgiftwirkung. Es wirkt auf das Nervensystem von Insekten, indem es das Enzym Acetylcholinesterase hemmt.

## Verwendung
Chlorpyriphos wird vielfältig zur Bekämpfung saugender und beißender Insekten sowie gegen Bodenschädlinge in zahlreichen landwirtschaftlichen Kulturen, gegen Ameisen in Haus und Garten, gegen Hausfliegen, Haushalts- und Lagerschädlinge, gegen Kleidermotten, zur Moskitobekämpfung, als Stallspritzmittel sowie gegen Ektoparasiten an Tieren eingesetzt. In der Forstwirtschaft werden die Polter oft mit Chlorpyrifos behandelt, um sie vor Borkenkäfern und anderen Forstschädlingen zu schützen.
Bis zum Verbot gemäß der EG-Biozid-Richtlinie 98/8/EG ab August 2008 wurde Chlorpyrifos als Insektizid mit Langzeitwirkung gegen schwer zu bekämpfende Parasiten wie Bettwanzen eingesetzt.

## Zulassung
2025 wurde Chlorpyrifos in das Stockholmer Übereinkommen über persistente organische Schadstoffe aufgenommen.

### EU
In der Europäischen Union galt seit 2005 eine Zulassung dieses Wirkstoffs für Pflanzenschutzmittel. Ursprünglich lief die Zulassung am 30. Juni 2016 aus. Da die Prüfung des Antrags auf Zulassungsverlängerung nicht in der vorgesehenen Zeit abgeschlossen werden konnte, wurde die Zulassung zunächst auf den 31. Januar 2018, dann auf den 31. Januar 2019 und am 20. November 2018 schließlich auf den 31. Januar 2020 verlängert. Auf nationaler Ebene sind Pestizide mit diesem Wirkstoff in 20 EU-Staaten zugelassen. Die erlaubte Tagesdosis beträgt 0,01, die akute Referenzdosis 0,1 und die annehmbare Anwenderexposition 0,01 Milligramm pro Kilogramm Körpergewicht und Tag.
In Österreich waren chlorpyrifoshaltige Produkte für eine Vielzahl von Anwendungen im Acker-, Obst- und Weinbau sowie im Forst zugelassen.
Nachdem die Verwendung von Chlorpyrifos in Deutschland und in sieben anderen EU-Ländern schon Jahre zuvor verboten worden war, weiterhin auf importierten Zitrusfrüchten nachgewiesen werden konnte, stimmte der zuständige Ausschuss der EU-Kommission am 6. Dezember 2019 dafür, die zum Jahr 2020 auslaufende Zulassung nicht zu verlängern. Zugleich wurde die Variante Chlorpyrifos-methyl verboten. Die Kommission folgte dabei einer Einschätzung der Europäischen Behörde für Lebensmittelsicherheit (EFSA), die vor Gefahren besonders für Kinder warnte. Die Mitgliedstaaten mussten spätestens am 16. Februar 2020 ihre Zulassungen für Pflanzenschutzmittel, die Chlorpyrifos als Wirkstoff enthalten, widerrufen. Etwaige Aufbrauchfristen endeten spätestens am 16. April 2020.

### Schweiz
In der Schweiz wurde Chlorpyrifos im Jahr 2013 zur Bekämpfung des Rapsglanzkäfers neu zugelassen und ab Juli 2020 wegen Umweltbedenken wieder zurückgezogen. Im Mai 2019 entschied das Bundesamt für Landwirtschaft, allen Pflanzenschutzmitteln mit den Wirkstoffen Chlorpyrifos und Chlorpyrifos-methyl die Bewilligung zu entziehen. Laut Bundesverwaltungsgericht waren acht Beschwerden gegen diesen Entscheid eingegangen; gemäß Greenpeace und WWF Schweiz u. a. von Dow AgroSciences, Syngenta und Sintrago. Auch den letzten drei noch zugelassenen Pflanzenschutzmitteln mit dem Wirkstoff Chlorpyrifos wurde aber die Bewilligung entzogen und die Aufbrauchsfrist auf den 28. Mai 2021 festgelegt.

### USA
|  | In den USA wurde Chlorpyrifos gegen Schaben und andere Insekten in Häusern und Wohnungen eingesetzt. Aufgrund von Gesundheitsgefahren für Kinder ist diese Verwendung seit 2001 stark eingeschränkt. Die Verwendung in der Landwirtschaft ist in den USA weiterhin zulässig. In der Landwirtschaft sank die im Maisanbau ausgebrachte Menge von ursprünglich mehr als 3500 Tonnen pro Jahr seit Einführung von gentechnisch verändertem Bt-Mais stark ab. Nutzung nach Jahr und Ernte anderes Weideland und Heu Obstplantagen und Trauben Reis Gemüse und Obst Baumwolle Weizen Sojabohnen Mais |

## Analytik
Zur zuverlässigen qualitativen und quantitativen Bestimmung kommt nach angemessener Probenvorbereitung die Kopplung der HPLC oder Gaschromatographie mit der Massenspektrometrie zum Einsatz. Diese Verfahren kommen auch zur Anwendung bei Untersuchungen zum Bienensterben durch Pestizide.

## Toxikologie
Vergiftungserscheinungen entsprechen denen anderer Inhibitoren von Cholinesterasen: Es treten unter anderem Koliken, Übelkeit, Durchfälle und Erbrechen, Schwindelgefühl, Kopfschmerzen, unscharfes Sehen (Akkommodationsstörungen), zusammengezogene und nichtreagierende Pupillen (Miosis), Bradykardie, Blutdruckabfall bis hin zu Krämpfen und Atemstillstand auf. Chlorpyrifos ist mit O,O,O,O-Tetraethyl-dithiopyrophosphat (Sulfotep) verunreinigt, das als toxikologisch bedenklich gilt. Der Höchstgehalt an Sulfotep wurde von der EU auf 3 g/kg Chlorpyrifos festgelegt. In der Schweiz gilt u. a. für Keltertrauben und Himbeeren ein relativ hoher Rückstandshöchstgehalt von 0,5 Milligramm Chlorpyrifos pro Kilogramm.
Bei Kindern, die im Mutterleib subtoxischen Dosen Chlorpyrifos ausgesetzt waren, wurden morphologische Veränderungen des Großhirns, unter anderem von geschlechtstypischen Merkmalen, sowie Beeinträchtigungen der geistigen Leistungsfähigkeit festgestellt.
Studien in den USA zeigten, dass sich vor dem Verbot Chlorpyrifos in der Raumluft von fast allen überprüften Wohnungen sowie im Blut der Mehrheit der afro-amerikanischen Mütter in bestimmten Wohngebieten in New York nachweisen ließ. Ebenfalls wurde gezeigt, dass die im Körper von Kindern gefundenen Chlorpyrifos-Werte drastisch abnahmen, nachdem die Ernährung der Kinder von konventionellen auf Bio-Produkte und damit chlorpyrifos-freie Nahrungsmittel umgestellt worden war.
2018 stellten Wissenschaftler bei einer für die Zulassung vorgelegten Herstellerstudie von 1998 Unstimmigkeiten fest. Sie fanden in den Rohdaten deutliche Hinweise auf Beeinträchtigungen im Gehirn schon bei geringen Dosen. Im Fazit der Studie blieben diese Effekte jedoch unerwähnt.
Chlorpyrifos ist auch für Tiere toxisch, besonders für Amphibien, jedoch auch für Bienen und Fische.

Metabolit Chlorpyrifos-oxon

Der Metabolit, Chlorpyrifos-oxon, ist besonders toxisch.

## Externe Links zu erwähnten Verbindungen
1. ↑  Externe Identifikatoren von bzw. Datenbank-Links zu 3,5,6-Trichlor-2-pyridinol:  CAS-Nr.: 6515-38-4, EG-Nr.: 229-405-2, ECHA-InfoCard: 100.026.733, PubChem: 23017, ChemSpider: 21541, Wikidata: Q6593915.
2. ↑  Externe Identifikatoren von bzw. Datenbank-Links zu Chlorpyrifos-oxon:  CAS-Nr.: 5598-15-2, EG-Nr.: 690-140-4, ECHA-InfoCard: 100.217.274, PubChem: 21804, ChemSpider: 20494, Wikidata: Q26840746.